# Alexander Schleicher ASW 28
Dimensions
Le ASW 28 est un planeur de Classe Standard avec une envergure de 15 mètres et construit avec des matériaux composites. Le fabricant de ASW-28 est Alexander Schleicher GmbH & Co. Le W indique l'ingénieur influent et talentueux Gerhard Waibel. La production a commencé en 2000.

## Présentation
Comme tous les planeurs de classe standard, le ASW-28 n'est pas équipé de volets de courbure ou de tout autre système d'aide à la portance. 
Il est équipé:
- de winglets
- d'un train rentrant
- d'un système de ballast.

La structure du planeur est composée d'un mélange de fibre de carbone, de Kevlar et de polyéthylène,cela permet l'emport d'une grande quantité d'eau, permettant, selon les conditions climatiques, un grand choix de charges alaires.
Le ASW-28 a remplacé le ASW 24 dans la chaîne de fabrication. Il a, comme ses concurrents le Rolladen-Schneider LS8 et le Schempp-Hirth Discus 2, une version avec des rallonges d'aile pour la toujours plus populaire classe 18 mètres, l'ASW 28-18. La variante Turbo de la version de 18 mètres est l'ASW 28-18 E.

## Version B
En 2019, Alexander Schleicher présente une version B seulement valable en 15 métres(performance identique à celui du ASW28), qui améliore:
- l'agencement du cockpit (nouveau palonnier, disposition du tableau de bord, et réglage en vol du siège)
- Niveau aéro (aérofrein amélioré)

## Sources
- Alexander Schleicher GmbH & Co
- EASA Certifcat
- Sailplane Directory